# AfroBasket femenino
AfroBasket femenino es el campeonato de baloncesto femenino FIBA de selecciones nacionales del africano (AfroBasket femenino), es el torneo más importante de esta región, clasificatorio además para los juegos olímpicos y el mundial de baloncesto.
Comenzó a jugarse en 1966 y se realiza cada 2 años (aunque anteriormente sufrió algunas suspensiones).
La Selección de baloncesto de Senegal es la que acumula mayor cantidad de títulos, demostrando su superioridad actual en el continente.

## Resultados
| 1966 | Conakri         | Egipto       | Sistema de liga | Guinea       | República Centroafricana | Sistema de liga | Senegal         |
| 1968 | El Cairo        | Egipto       | 47–39           | Senegal      | Malí                     | Sistema de liga | Argelia         |
| 1970 | Lomé            | Madagascar   | 44-36           | Egipto       | Senegal                  | 50-27           | Malí            |
| 1974 | Túnez           | Senegal      | 47–44           | Túnez        | Egipto                   | 56–34           | Togo            |
| 1977 | Dakar           | Senegal      | 86–56           | Egipto       | Togo                     | 70–35           | Costa de Marfil |
| 1979 | Mogadiscio      | Senegal      | Sistema de liga | Somalia      | Ghana                    | –               | N/A             |
| 1981 | Dakar           | Senegal      | 83–73           | Zaire        | Angola                   | 83–71           | Malí            |
| 1983 | Luanda          | Zaire        | Sistema de liga | Senegal      | Camerún                  | –               | N/A             |
| 1984 | Dakar           | Senegal      | 2–0             | Zaire        | Camerún                  | 83–70           | Malí            |
| 1986 | Maputo          | Zaire        | Sistema de liga | Mozambique   | Angola                   | Sistema de liga | Camerún         |
| 1990 | Túnez           | Senegal      | 70–68           | Zaire        | Mozambique               | N/A             | Túnez           |
| 1992 | Dakar           | Senegal      | 89–43           | Angola       | Mozambique               | 63–57           | Zaire           |
| 1994 | Johannesburgo   | Zaire        | 68-48           | Senegal      | Angola                   | 53-29           | Mozambique      |
| 1997 | Nairobi         | Senegal      | 73–59           | R.D. Congo   | Nigeria                  | 90–62           | Kenia           |
| 2000 | Túnez           | Senegal      | 71–63           | Túnez        | R.D. Congo               | 80–79           | Marruecos       |
| 2003 | Maputo          | Nigeria      | 64–57           | Mozambique   | Senegal                  | 61–47           | Angola          |
| 2005 | Abuya           | Nigeria      | 64–57           | Senegal      | Mozambique               | 59–51           | R.D. Congo      |
| 2007 | Dakar           | Malí         | 63–56           | Senegal      | Angola                   | 73–58           | Mozambique      |
| 2009 | Antananarivo    | Senegal      | 72–57           | Malí         | Angola                   | 76–57           | Costa de Marfil |
| 2011 | Bamako          | Angola       | 62–54           | Senegal      | Malí                     | 71–62           | Nigeria         |
| 2013 | Maputo          | Angola       | 64–61 (TE)      | Mozambique   | Senegal                  | 56–53           | Camerún         |
| 2015 | Camerún         | Senegal      | 81–66           | Camerún      | Nigeria                  | 65–55           | Angola          |
| 2017 | Malí            | Nigeria      | 65–48           | Senegal      | Mali                     | 75–52           | Mozambique      |
| 2019 | Senegal         | Nigeria      | 60–55           | Senegal      | Mali                     | 66–54           | Mozambique      |
| 2021 | Camerún         | Nigeria      | 70–59           | Mali         | Camerún                  | 53–49           | Senegal         |
| 2023 | Ruanda          | Nigeria      | 84–74           | Senegal      | Mali                     | 89–51           | Ruanda          |
| 2025 | Costa de Marfil | Bandera de ? |                 | Bandera de ? | Sudán del Sur            | 66–65           | Senegal         |

## Medallero
| Núm. | País                                                  | Oro | Plata | Bronce | Total |
| ---- | ----------------------------------------------------- | --- | ----- | ------ | ----- |
| 1    | Senegal                                               | 11  | 9     | 3      | 23    |
| 2    | Nigeria                                               | 6   | 0     | 2      | 8     |
| 3    | República Democrática del Congo (antiguamente Zaire ) | 3   | 4     | 1      | 8     |
| 4    | Egipto                                                | 2   | 2     | 1      | 5     |
| 5    | Angola                                                | 2   | 0     | 5      | 7     |
| 6    | Malí                                                  | 1   | 2     | 5      | 8     |
| 7    | Madagascar                                            | 1   | 0     | 0      | 1     |
| 8    | Mozambique                                            | 0   | 3     | 3      | 6     |
| 9    | Túnez                                                 | 0   | 2     | 0      | 2     |
| 10   | Camerún                                               | 0   | 1     | 2      | 3     |
| 11   | Guinea                                                | 0   | 1     | 0      | 1     |
| 12   | Kenia                                                 | 0   | 1     | 0      | 1     |
| 12   | Somalia                                               | 0   | 1     | 0      | 1     |
| 14   | República Centroafricana                              | 0   | 0     | 1      | 1     |
| 14   | Togo                                                  | 0   | 0     | 1      | 1     |
| 14   | Ghana                                                 | 0   | 0     | 1      | 1     |
| 14   | Sudán del Sur                                         | 0   | 0     | 1      | 1     |

## Jugadoras más valiosas
| Año  | Jugadora               |
| ---- | ---------------------- |
| 1966 | Ndeye Salla Kane       |
| 1974 | Rokhaya Pouye          |
| 1977 | Kankou Koulibaly       |
| 1981 | Fatou Kiné N'Diaye     |
| 1983 | Longanza Kamimbaya     |
| 1984 | Aminata Diagne         |
| 1986 | Kasala Kamanga         |
| 1990 | Anne Marie Dioh        |
| 1993 | Mame Maty Mbengue      |
| 1994 | Mwadi Mabika           |
| 1997 | Mame Maty Mbengue (2)  |
| 2000 | Mame Maty Mbengue (3)  |
| 2003 | Mfon Udoka             |
| 2005 | Mfon Udoka (2)         |
| 2007 | Hamchétou Maïga-Ba     |
| 2009 | Aya Traoré             |
| 2011 | Nassecela Mauricio     |
| 2013 | Nassecela Mauricio (2) |
| 2015 | Aya Traoré (2)         |
| 2017 | Astou Traoré           |
| 2019 | Ezinne Kalu            |
| 2021 | Adaora Elonu           |
| 2023 | Amy Okonkwo            |
| 2025 | Bandera de ?           |